# Base aérienne 193 Tourane (Annam)
Da Nang Air Base
La base aérienne 193 Tourane était un site opérationnel de l'Armée de l'air française, situé sur le territoire de la ville de Tourane, en Indochine. Lors de la guerre du Viet Nam, le site dénommé Da Nang Air Base est une importante base de l'United States Army, de l'United States Air Force et de l'United States Marine Corps.

## Unités activées sur labase aérienne
Le groupe de Marche 1/21 Artois est présent sur cette base en 1953-1954.